# Diócesis de Vitoria
La diócesis de Vitoria (en latín: Dioecesis Victoriensis y en euskera: Gasteizko Elizbarrutia) es una circunscripción eclesiástica de la Iglesia católica en España. Se trata de una diócesis latina, sufragánea de la archidiócesis de Burgos. Desde el 8 de enero de 2016 su obispo es Juan Carlos Elizalde Espinal.

## Territorio y organización

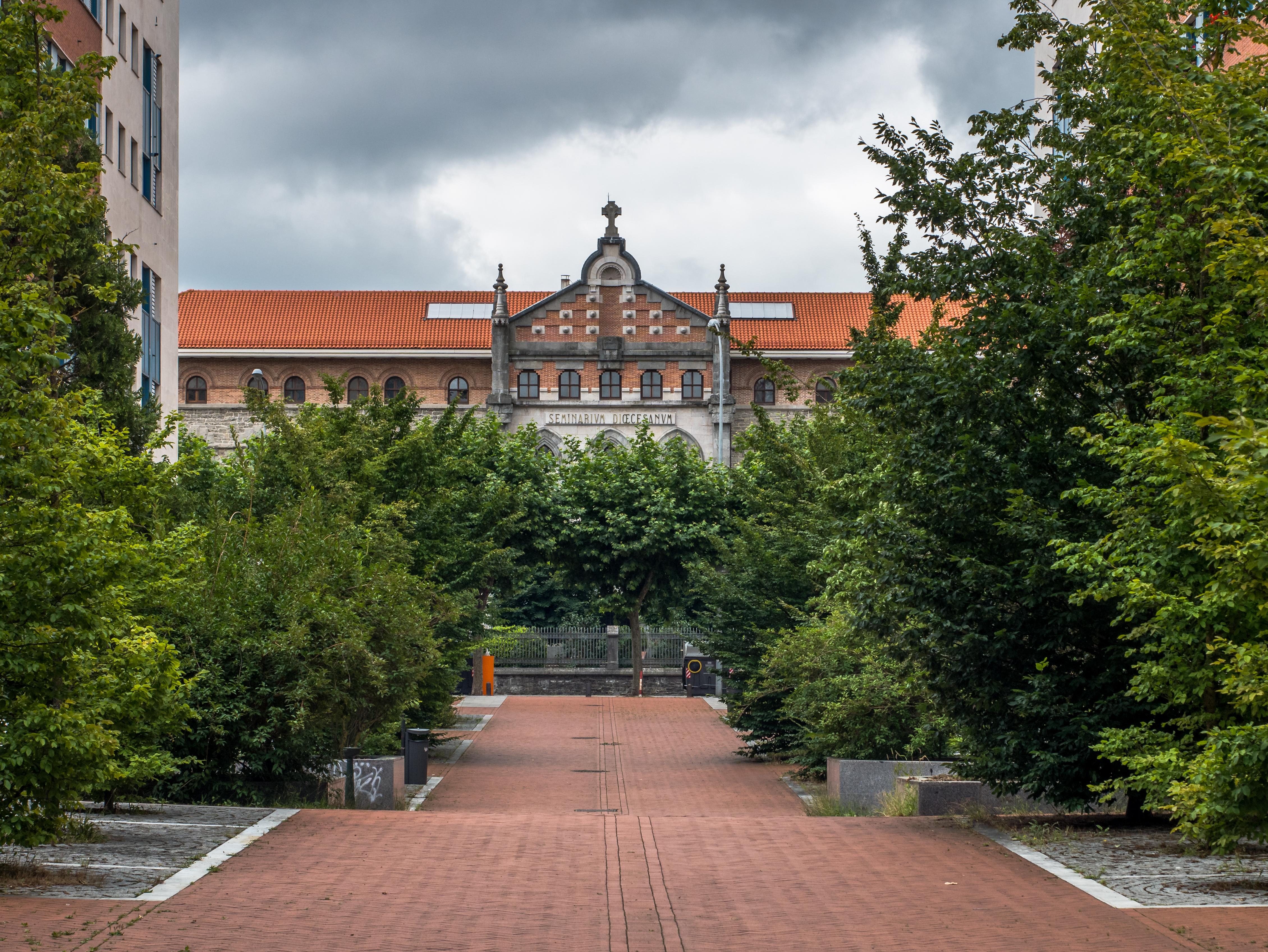
Seminario diocesano de Vitoria

La diócesis tiene 3350 km² y extiende su jurisdicción sobre los fieles católicos de rito latino residentes en la provincia de Álava de la comunidad autónoma del País Vasco y los municipios del Condado de Treviño y de La Puebla de Arganzón en la provincia de Burgos (en la comunidad autónoma de Castilla y León), y de Orduña en la provincia de Vizcaya (en el País Vasco).

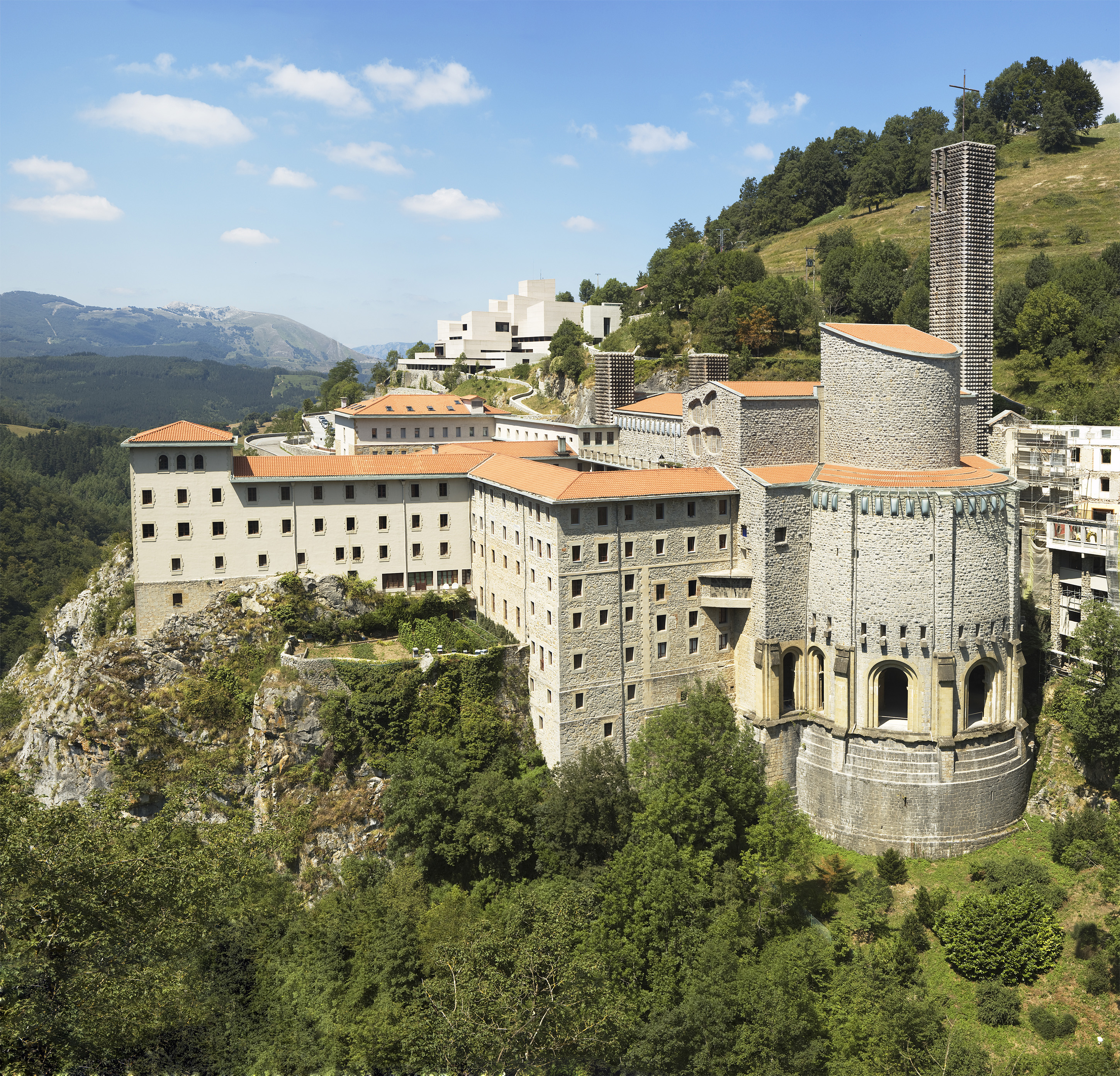
Santuario de Aránzazu

La sede de la diócesis se encuentra en la ciudad de Vitoria, en donde se halla la Catedral de María Inmaculada y la ex Catedral de Santa María. En Oñate se halla Santuario de Aránzazu.
En 2021 en la diócesis existían 470 parroquias.

## Historia
En la Alta Edad Media, la comarca de Álava fue sede de una diócesis del mismo nombre, documentada del siglo IX al XI, posteriormente suprimida y absorbida por la entonces diócesis de Calahorra.
El Concordato de 1851 decidió la reunión de las entonces llamadas Provincias Vascongadas en una sola sede episcopal, agrupando territorios que habían pertenecido hasta entonces a la archidiócesis de Burgos y a las diócesis de Calahorra y La Calzada, Pamplona y Santander. De este modo la diócesis de Vitoria fue erigida por el papa Pío IX mediante la bula In celsissima el 8 de septiembre de 1861. La antigua colegiata de Santa María fue consagrada como catedral en 1863.
En 1880 fue inaugurado el Seminario Conciliar y en 1930 el obispo Mateo Múgica Urrestarazu inauguró el actual Seminario Diocesano. En 1941 fueron creadas las Escuelas Profesionales Diocesanas. En 1947 el papa Pío XII concedió a la diócesis las Misiones Diocesanas.
El 2 de noviembre de 1949, en virtud de la bula Quo commodius, cedió las provincias de Vizcaya y Guipúzcoa para la erección de las diócesis de Bilbao y San Sebastián respectivamente; adquirió también el territorio del municipio de Condado de Treviño, que pertenecía a la diócesis de Calahorra y La Calzada. Al mismo tiempo, san Prudencio de Armentia fue proclamado patrono principal de la diócesis.

## Estadísticas
Según el Anuario Pontificio 2021 la diócesis tenía a fines de 2020 un total de 226 886 fieles bautizados.
| Año                                                                             | Población            | Población | Población      | Sacerdotes | Sacerdotes    | Sacerdotes    | Bautizados por sacerdote | Diáconos permanentes | Religiosos | Religiosos | Parroquias |
| Año                                                                             | Bautizados católicos | Total     | % de católicos | Total      | Clero secular | Clero regular | Bautizados por sacerdote | Diáconos permanentes | Varones    | Mujeres    | Parroquias |
| ------------------------------------------------------------------------------- | -------------------- | --------- | -------------- | ---------- | ------------- | ------------- | ------------------------ | -------------------- | ---------- | ---------- | ---------- |
| 1950                                                                            | 1 016 500            | 1 017 843 | 99.9           | 2649       | 1907          | 742           | 383                      |                      |            | 6568       | 736        |
| 1970                                                                            | 207 000              | 207 681   | 99.7           | 482        | 386           | 96            | 429                      |                      | 269        | 1124       | 417        |
| 1980                                                                            | 254 002              | 267 036   | 95.1           | 471        | 364           | 107           | 539                      |                      | 310        | 1019       | 503        |
| 1990                                                                            | 267 000              | 280 000   | 95.4           | 432        | 327           | 105           | 618                      |                      | 306        | 979        | 419        |
| 1999                                                                            | 276 000              | 289 902   | 95.2           | 387        | 284           | 103           | 713                      | 3                    | 211        | 852        | 422        |
| 2000                                                                            | 279 000              | 291 983   | 95.6           | 396        | 288           | 108           | 704                      | 3                    | 227        | 839        | 412        |
| 2001                                                                            | 278 000              | 291 161   | 95.5           | 376        | 284           | 92            | 739                      | 3                    | 193        | 784        | 422        |
| 2002                                                                            | 281 000              | 294 322   | 95.5           | 372        | 274           | 98            | 755                      | 3                    | 195        | 818        | 422        |
| 2003                                                                            | 280 000              | 298 345   | 93.9           | 357        | 264           | 93            | 784                      | 3                    | 185        | 740        | 422        |
| 2004                                                                            | 278 134              | 302 164   | 92.0           | 349        | 259           | 90            | 796                      | 3                    | 177        | 730        | 422        |
| 2010                                                                            | 276 745              | 325 579   | 85.0           | 314        | 232           | 82            | 881                      | 4                    | 144        | 651        | 422        |
| 2014                                                                            | 298 000              | 329 900   | 90.3           | 291        | 219           | 72            | 1024                     | 5                    | 138        | 600        | 432        |
| 2017                                                                            | 237 000              | 330 116   | 71.8           | 270        | 207           | 63            | 877                      | 7                    | 121        | 590        | 423        |
| 2020                                                                            | 226 886              | 337 629   | 67.2           | 251        | 193           | 58            | 903                      | 6                    | 103        | 549        | 423        |
| Fuente: Catholic-Hierarchy, que a su vez toma los datos del Anuario Pontificio. |                      |           |                |            |               |               |                          |                      |            |            |            |

Además, según cifras oficiales, en el curso 2018-2019 cursaron estudios 11 seminaristas en el Seminario Mayor diocesano.

## Episcopologio
- Diego Mariano Alguacil Rodríguez † (23 de diciembre de 1861-18 de diciembre de 1876 nombrado obispo de Cartagena)
- Sebastián Herrero Espinosa de los Monteros † (18 de diciembre de 1876-28 de agosto de 1880 renunció[nota 1])
- Mariano Miguel Gómez Alguacil y Fernández † (16 de diciembre de 1880-30 de diciembre de 1889 nombrado arzobispo de Valladolid)
- Ramón Fernández Piérola y López de Luzuriaga † (30 de diciembre de 1889-25 de enero de 1904 falleció)
- José Cadena y Eleta † (14 de noviembre de 1904-18 de julio de 1913 nombrado arzobispo de Burgos)
- Prudencio Melo y Alcalde † (18 de julio de 1913-4 de diciembre de 1916 nombrado obispo de Madrid y Alcalá de Henares)
- Leopoldo Eijo y Garay † (22 de marzo de 1917-14 de diciembre de 1922 nombrado obispo de Madrid y Alcalá de Henares)
- Zacarías Martínez Núñez, O.S.A. † (14 de diciembre de 1922-2 de diciembre de 1927 nombrado arzobispo de Santiago de Compostela)
- Mateo Múgica y Urrestarazu † (10 de marzo de 1928-12 de octubre de 1937 renunció[nota 2])
  - Sede vacante (1937-1943)
- Carmelo Ballester Nieto, C.M. † (10 de junio de 1943-9 de octubre de 1948 nombrado arzobispo de Santiago de Compostela)
- José María Bueno y Monreal † (13 de mayo de 1950-27 de octubre de 1954 nombrado arzobispo coadjutor de Sevilla[nota 3])
- Francisco Peralta y Ballabriga † (10 de enero de 1955-10 de julio de 1978 renunció)
- José María Larrauri Lafuente † (16 de febrero de 1979-8 de septiembre de 1995 retirado)
- Miguel José Asurmendi Aramendia, S.D.B. † (8 de septiembre de 1995-8 de enero de 2016 retirado)
- Juan Carlos Elizalde Espinal, desde el 8 de enero de 2016